# Brachypodium humbertianum
Brachypodium humbertianum är en gräsart som beskrevs av Aimée Antoinette Camus. Brachypodium humbertianum ingår i släktet skaftingar, och familjen gräs.
Artens utbredningsområde är Madagaskar. Inga underarter finns listade i Catalogue of Life.